# Cestoplectus brachycephalus
Cestoplectus brachycephalus är en tvåvingeart som först beskrevs av Frey 1923.  Cestoplectus brachycephalus ingår i släktet Cestoplectus och familjen fritflugor.
Artens utbredningsområde är Filippinerna. Inga underarter finns listade i Catalogue of Life.